# Cras (Isèra)
Cras és un municipi francès situat al departament de la Isèra i a la regió d'Alvèrnia-Roine-Alps. L'any 2007 tenia 420 habitants.

## Demografia

### Població
El 2007 la població de fet de Cras era de 420 persones. Hi havia 148 famílies de les quals 27 eren unipersonals (8 homes vivint sols i 19 dones vivint soles), 35 parelles sense fills, 74 parelles amb fills i 12 famílies monoparentals amb fills.
La població ha evolucionat segons el següent gràfic:
Habitants censats

### Habitatges
El 2007 hi havia 166 habitatges, 148 eren l'habitatge principal de la família, 5 eren segones residències i 13 estaven desocupats. 150 eren cases i 15 eren apartaments. Dels 148 habitatges principals, 123 estaven ocupats pels seus propietaris, 22 estaven llogats i ocupats pels llogaters i 2 estaven cedits a títol gratuït; 1 tenia una cambra, 5 en tenien dues, 11 en tenien tres, 52 en tenien quatre i 80 en tenien cinc o més. 126 habitatges disposaven pel capbaix d'una plaça de pàrquing. A 46 habitatges hi havia un automòbil i a 96 n'hi havia dos o més.

### Piràmide de població
La piràmide de població per edats i sexe el 2009 era:
| Homes | Edats   | Dones |
| ----- | ------- | ----- |
| 0     | 95 o +  | 0     |
| 0     | 90 a 94 | 0     |
| 0     | 85 a 89 | 0     |
| 0     | 80 a 84 | 0     |
| 4     | 75 a 79 | 8     |
| 8     | 70 a 74 | 8     |
| 4     | 65 a 69 | 12    |
| 8     | 60 a 64 | 4     |
| 8     | 55 a 59 | 8     |
| 8     | 50 a 54 | 4     |
| 4     | 45 a 49 | 8     |
| 16    | 40 a 44 | 16    |
| 20    | 35 a 39 | 16    |
| 12    | 30 a 34 | 20    |
| 8     | 25 a 29 | 4     |
| 0     | 20 a 24 | 8     |
| 8     | 15 a 19 | 8     |
| 12    | 10 a 14 | 12    |
| 16    | 5 a 9   | 16    |
| 8     | 0 a 4   | 12    |

## Economia
El 2007 la població en edat de treballar era de 250 persones, 208 eren actives i 42 eren inactives. De les 208 persones actives 205 estaven ocupades (106 homes i 99 dones) i 3 estaven aturades (1 home i 2 dones). De les 42 persones inactives 16 estaven jubilades, 19 estaven estudiant i 7 estaven classificades com a «altres inactius».

### Ingressos
El 2009 a Cras hi havia 161 unitats fiscals que integraven 475 persones, la mediana anual d'ingressos fiscals per persona era de 20.033 €.

### Activitats econòmiques
Dels 8 establiments que hi havia el 2007, 2 eren d'empreses de fabricació d'altres productes industrials, 1 d'una empresa de construcció, 1 d'una empresa de comerç i reparació d'automòbils, 1 d'una empresa d'hostatgeria i restauració, 1 d'una empresa financera i 2 d'empreses de serveis.
Dels 2 establiments de servei als particulars que hi havia el 2009, 1 era un taller de reparació d'automòbils i de material agrícola i 1 restaurant.
L'any 2000 a Cras hi havia 20 explotacions agrícoles que ocupaven un total de 124 hectàrees.

## Equipaments sanitaris i escolars
El 2009 hi havia una escola elemental integrada dins d'un grup escolar amb les comunes properes formant una escola dispersa.

## Poblacions properes
El següent diagrama mostra les poblacions més properes.